# Lieja-Bastoña-Lieja 1892
La Lieja-Bastogne-Lieja 1893 fue la 1ª edición de la clásica ciclista Lieja-Bastoña-Lieja. La carrera se disputó el domingo 29 de mayo de 1892, sobre un recorrido de 250 km. El vencedor final fue el belga Léon Houa, que se adjudicaba el primero de los tres triunfos consecutivos que conseguiría en esta carrera. Los también belgas Léon Lhoest y Louis Rasquinet acabaron segundo y tercero respectivamente. 

## Clasificación final
| Posición | Ciclista           | Equipo | Tiempo     |
| -------- | ------------------ | ------ | ---------- |
| 1        | Léon Houa          | -      | 10h48'36"  |
| 2        | Léon Lhoest        | -      | a 22'00"   |
| 3        | Louis Rasquinet    | -      | a 44'00"   |
| 4        | Antoine Gehenniaux | -      | a 57'00"   |
| 5        | Henri Thanghe      | -      | a 59'00"   |
| 6        | Jos Berchmans      | -      | a 1h11'00" |
| 7        | Gustave Ghiot      | -      | a 1h22'00" |
| 8        | René Nulens        | -      | a 1h42'00" |
| 9        | Maurice Tips       | -      | a 1h58'00" |
| 10       | Willem Muller      | -      | a 2h31'00" |